# Центральный исполнительный комитет Дагестанской АССР
Центральный исполнительный комитет Дагестанской АССР (ДагЦИК) — высший представительный орган исполнительной и законодательной власти Дагестанской АССР.
Учреждён декретом ВЦИК РСФСР от 21.12.1920 года. Вместе с ЦИК ДАССР учреждён и Совнарком Дагестанской АССР.

## Председатели
| #                                                                    | Председатель                                                         | Фото                                                                 | Период правления                                                     | Партия                                                               | Этническая принадлежность                                            |                                                                      |
| Председатели Центрального Исполнительного Комитета Дагестанской АССР | Председатели Центрального Исполнительного Комитета Дагестанской АССР | Председатели Центрального Исполнительного Комитета Дагестанской АССР | Председатели Центрального Исполнительного Комитета Дагестанской АССР | Председатели Центрального Исполнительного Комитета Дагестанской АССР | Председатели Центрального Исполнительного Комитета Дагестанской АССР | Председатели Центрального Исполнительного Комитета Дагестанской АССР |
| -------------------------------------------------------------------- | -------------------------------------------------------------------- | -------------------------------------------------------------------- | -------------------------------------------------------------------- | -------------------------------------------------------------------- | -------------------------------------------------------------------- | -------------------------------------------------------------------- |
| 1                                                                    | Самурский, Нажмудин Панахович                                        |                                                                      | 21 декабря 1920 — 1928                                               | ВКП(б)                                                               | лезгин                                                               |                                                                      |
| 2                                                                    | Далгат, Магомед Алибекович                                           |                                                                      | 1928—1937                                                            | ВКП(б)                                                               | даргинец                                                             |                                                                      |
| 3                                                                    | Тахтаров, Адильгирей                                                 |                                                                      | 1937 — 26 июля 1938                                                  | ВКП(б)                                                               |                                                                      |                                                                      |